# 林為忠
林 為忠（はやし ためただ）は、戦国時代から江戸時代前期にかけての武将。

## 生涯

### 若年期
弘治2年（1556年）に森可成家臣の林通安の長男として美濃国苗木で生まれる。
為忠の姉・妙向尼は森可成の正室であり、林氏は森家中において発言力を持った一族で、通安の嫡男であった為忠も若年の頃から重臣格として扱われた。天正10年（1582年）の甲州征伐における高遠城攻めにおいては城構内の屋敷への一番槍を各務元正と激しく争い、為忠が先に敵を討ち功を挙げた。
甲州征伐後は森長可に従い信濃国川中島へと出向。芋川親正の一揆鎮圧後は稲葉貞通に替わって飯山城代となっている。本能寺の変後に長可が信濃国を撤退すると、通安ら林一門が先陣を駆けてその護衛にあたっている。
長可が金山城に帰還した後は東美濃国において長可に反抗する諸氏の討伐に参加。奥村元広の守る大森城をわずか500人で陥落させ、平井頼母の守る高山城を降伏させた後に城代となるなど森家による東美濃征伐で抜群の功を示した。また森家に降伏した妻木頼忠の妻木城も任せられている。
小牧・長久手の戦いには国元の守りのためにとどめ置かれ不参加。

### 忠政の後見人
長可戦死後は各務元正、父通安と共に3人で長可の遺言書を羽柴秀吉に提出。秀吉から各務元正と為忠の両名が森忠政の後見人として指名されたという。
忠政の家督相続後は若年の関武兵衛に代わり高野城代になり、各務元正との2頭体制で忠政を補佐した。為忠は有事の際の軍事を一任されており富山の役、小田原征伐にも忠政に付いて出陣している。九州征伐では眼病で出陣を見送った忠政に替わって森軍の総大将として伴惟利ら甲賀衆と共に九州に出陣。岩山城、戸代城、山崎城、根城坂城などを攻めている。
慶長5年（1600年）に森氏が信濃国川中島移封された後は再び飯山城代となり8000石を領した。また、同年に各務元正が死去したために筆頭家老となっている。しかし慶長8年（1603年）に森氏が美作国津山藩に移封になると直後に井戸宇右衛門と名古屋山三郎が喧嘩の末に2人とも死亡し、井戸一門も忠政の指示によって粛清されるという事件が起こる。この頃、為忠ら林一族は川中島で後任の松平忠輝への領地引継ぎを済ませ美作国へ向かう最中であったが、井戸一族の誅殺に激怒した為忠らは入国せずに森氏を出奔した。

### 森家出奔後
森氏を出奔した為忠ら林一門は安芸国広島藩主福島正則の招きで為忠2500石、長男の直親が1074石で召抱えられた。為忠の自伝的色合いの強い『林家覚書』は福島家臣時代に書かれたものともいわれる。
元和5年（1619年）に福島氏が改易されると摂津国で隠棲していたが、元和7年（1621年）播磨国姫路藩主本多忠政に客分として迎えられた。改易の福島氏から広島の城地を受け取る任務を負ったのが本多忠政といわれており、その縁による召抱えとも考えられている。為忠へは5000石、直親に1000石、更に一門の林直道にも1000石という、破格の待遇で召抱えられた。
晩年は出家して「道休」を号した。またこの頃、旧主の森忠政と和解し文通の手紙が何通か現存している。寛永8年（1631年）に本多忠政が死去後は本多忠義の庇護下に入った。没年は不明。5000石は林家のものではなく、あくまで為忠個人の隠居領であったようで死後、本多家に返還されている。